# Zoe Berriatúa
Zoe Berriatúa (Madrid, 1 d'abril de 1978) és un actor i director de cinema espanyol. Fill d'una família de cineastes, historiadors i col·leccionistes, va començar a treballar com a actor a la sèrie de televisió Una hija más (1991), Los negocios de mamá (1997), Al salir de clase (1998), Raquel busca su sitio (2000) i Cuéntame cómo pasó (2002-2004). El 1996 va debutar en el cinema com a actor a África d'Alfonso Ungría, i va fer petits papers a pel·lícules com Volavérunt (1999), Cosas que hacen que la vida valga la pena (2004), Hot Milk (2005), El calentito (2005) i La punta del iceberg (2016), i a sèries com Génesis, en la mente del asesino (2006), El comisario (2007), Arrayán (2012) i La que se avecina (2014).
Simultàniament també ha treballat com a director de cinema. Va començar el 2000 amb el curtmetratge Moebio, al que seguiren El despropósito (2004), que va guanyar el Roel de Plata a la Setmana de Cinema de Medina del Campo; Monstruo (2007), Epílogo (2008) i Quédate conmigo (2010). El seu curt La cosa en la esquina fou nominat al millor curtmetratge al Festival Internacional de Cinema d'Edimburg, i El último plano (2013) fou nominat al millor curtmetratge al Festival Internacional de Cinema Fantàstic de Catalunya. El 2015 va estrenar el seu primer llargmetratge, Los héroes del mal, nominada al Jordi de Plata al 37è Festival Internacional de Cinema de Moscou. El 2018 va rodar el seu segon llargmetratge, En las estrellas, produït per Álex de la Iglesia on manifiesta que intenta fer un homenatge al seu pare.

## Filmografia (com a director)
- Moebio (2000)
- El despropósito (2004),
- Monstruo (2007)
- Epílogo (2008)
- Quédate conmigo (2010)
- La cosa en la esquina (2012)
- El último plano (2013)
- Los héroes del mal (2015)
- En las estrellas (2018)